# Lira (énekesnő)
Lerato Molapo, művésznevén Lira, (1979. március 14. –)  dél-afrikai énekesnő.
Miriam Makeba, Stevie Wonder, Aretha Franklin és Nina Simone hatott a leginkább rá. Egyetemet végzett, számvitelt tanult, majd jövedelmét felhasználva készítette el első demo-lemezét.

## Lemezek
- Feel Good (Sony/BMG Africa, 2006)
- Soul in Mind (Sony/BMG Africa, 2008)
- Lira Live in Concert: A Celebration (Sony/BMG Africa, 2009)
- Return to Love (Sony/BMG Africa, 2011)
- The LIRA EP (2011)
- Rise Again (Shanachie Records, 2014)
- Born Free (Otarel Music, 2016)

## Szólólemezek
- All My Love (2003)
- Feel Good (2006)
- Ixesha (2007)
- Wa Mpaleha (2008)
- Phakade (2010)
- Rise Again (2011)
- Mali (2012)